# Лусин ван Импе
Лусин ван Импе (хол. Lucien Van Impe, 20. октобар 1946) бивши је белгијски професионални бициклиста у периоду од 1969. до 1987. године. Био је изузетан брдаш. Највећи успех остварио је 1976. године када је освојио Тур де Франс; шест пута је освајао брдску класификацију, а четири пута завршавао Тур на подијуму.

## Каријера

### Почетак каријере
Ван Импе је каријеру почео 1969. године, утицајем Федерика Бамонтеса. Пре потписивања професионалног уговора, Ван Импе је 1968. освојио брдску класификацију на Тур Авенир трци.

### 1969—1976
Прве године у професионалцима, освојио је Вуелта Навара трку и етапу на Туру Белгије, а затим и 12 место на Тур де Франсу. Две године касније, освојио је подијум на Туру, треће место и своју прву брдску класификацију, коју је освојио и наредне године, уз четврто место у генералном пласману, а завршио је трећи на Туру Романдије.
Ван Импе је освојио опет треће место на Туру 1975. и брдску класификацију, након што је годину раније завршио на 18 месту.
1976. Ван Импеов тим Сонолор се спојио са тимом Гитан, да би постао Гитан Кампањоло. У тим је дошао Сирил Гимард као спортски директор и, тада млади, Бернар Ино. Ван Импе је водио велику борбу са Јопом Зутемелком на Туру и успио је да га победи.

### 1977—1987
На крају 1976. Ван Импе је напустио Гитан Кампањоло и прешао је у Лежун тим. На Туру Швајцарске освојио је друго место, на Критеријуму Дофине треће, а затим је стартовао Тур де Франс као фаворит, али је завршио трећи и освојио брдску класификацију.
Од тада, Ван Импе није имао запажених резултата, све до 1981. када је освојио друго место на Тур де Франсу, иза Бернара Иноа и брдску класификацију. Нареде године освојио је брдску класификацију на Ђиро д’Италији, а завршио је четврти у генералном пласману. Брдску класификацију на Ђиру освојио је и наредне године, уз национално првенство и четврто место на Тур де Франсу, уз шесту освојену брдску класификацију и изједначење рекорда са Федериком Баамонтесом, који је оборио Ришар Виренк 2004. освојивши брдску класификацију по седми пут.
Задњи Тур де Франс, Ван Импе је возио 1985. године и завршио је на 27. месту.

## Крај каријере
Ван Импе је завршио каријеру 1987. године. Живи у месту Импе, има двоје деце.
Ван Импе у току каријере никад није одбио да уради допинг тест и никада није био позитиван на тесту.